# 麥赫邁特·阿里·塔拉特
麥赫邁特·阿里·塔拉特（土耳其語：Mehmet Ali Talat，1952年7月6日—），曾任北賽普勒斯土耳其共和國總統，土耳其人。他是中左翼政黨共和土耳其党的领袖。他於2004年成為該國總理，並於2005年4月17日的總統選舉中獲勝。塔拉特於2005年4月25日就任總統，接替了退休的拉乌夫·登克塔什（Rauf Denktaş）的職位。在2010年4月18日的總統選舉中敗給強硬派的前總理德尔维什·埃尔奥卢。
| 前任： 拉乌夫·登克塔什 （Rauf Denktaş）    | 北賽普勒斯總統 · 2005年–2010年 | 繼任： 德尔维什·埃尔奥卢(Derviş Eroğlu)         |
| 前任： 德尔维什·埃尔奥卢 （Derviş Eroğlu） | 北賽普勒斯總理 · 2004年–2005年 | 繼任： 费尔迪·萨比特·索耶 （Ferdi Sabit Soyer） |